# Ida Bjørndalen
Ida Bjørndalen Karlsson (* 6. Mai 1983 in Sarpsborg) ist eine ehemalige norwegische Handballspielerin.

## Karriere
Bjørndalen begann das Handballspielen bei Spydeberg. Nachdem sie anschließend für Skiptvet aufgelaufen war, wechselte sie vor der Saison 2000/01 zu HK Trøgstad 97, mit dem sie am Saisonende in die 1. Division, die zweithöchste norwegische Spielklasse, aufstieg. Trotz des Aufstiegs verließen mehrere Spielerinnen den Verein, wodurch sie zum Eckpfeiler der Mannschaft wurde. Sie erzielte in der Saison 2001/02 insgesamt 100 Tore in 24 Spielen, die Trøgstad dennoch nicht zum Klassenverbleib reichten. Daraufhin unterschrieb sie einen Vertrag beim Erstligisten Sola HK. Aufgrund einer schweren Knieverletzung, absolvierte die Rückraumspielerin in ihrer ersten Saison für Sola lediglich fünf Ligaspiele. Erst im Laufe der Saison 2003/04 kehrte sie wieder in den Kader von Sola zurück.
Im Sommer 2005 verpflichtet sie Larvik HK als Nachfolgerin von Vigdis Hårsaker. Bjørndalen gewann mit Larvik in den Spielzeiten 2005/06 und 2006/07 die norwegische Meisterschaft. Zu Beginn der Saison 2007/08 geriet Larvik in finanzielle Schwierigkeiten, weshalb Larvik seinen Kader verkleinern musste. Ende Oktober 2007 wechselte sie zum dänischen Erstligisten Viborg HK, der seinerseits verletzungsbedingt auf der Suche nach einer Linkshänderin war. Da Bjørndalen vor ihrem Wechsel schon fünf Ligaspiele für Larvik bestritt, gewann sie in der Saison 2007/08 sowohl die norwegische als auch die dänische Meisterschaft. In der folgenden Saison gewann sie die Meisterschaft und die EHF Champions League. Im Sommer 2009 unterzeichnete Bjørndalen einen Vertrag beim Ligarivalen KIF Vejen. Mit KIF stand sie 2010 im Finale des Europapokals der Pokalsieger. Seit dem Sommer 2014 läuft sie für Team Esbjerg auf. Ab dem Mai 2015 befand sie sich in der Babypause. 2016 gewann sie die dänische Meisterschaft. Nach der Saison 2017/18 beendete sie ihre Karriere.
Bjørndalen bestritt 35 Länderspiele für die norwegische Nationalmannschaft, in denen sie 40 Treffer erzielte. Sie nahm mit Norwegen an der Europameisterschaft 2012 und 2014 teil.
Bjørndalen übernahm im Jahre 2018 das Traineramt der 2. Mannschaft von Team Esbjerg.

### Erfolge
- norwegischer Meister 2005/06, 2006/07, 2007/08
- dänischer Meister 2007/08, 2008/09, 2015/16
- dänischer Pokal 2017
- EHF Champions League 2008/09
- Europameister 2014
- Vize-Europameister 2012

## Privates
Ida Bjørndalen ist mit dem schwedischen Handballspieler Lukas Karlsson verheiratet.